# الرحيل (كتاب)
الرحيل هو عنوان الجزء الأول من السيرة الذاتية للفنان والشاعر العربي باطما، سيرة ذاتية خاصة تحمل معاني إنسانية عميقة، وذات قيمة فنية وتراثية وتاريخية خاصة، نظرا لمكانة الفنان في الموقع الفني والتراثي في الحي المحمدي بالدار البيضاء، والمغرب عموما، فهو موسيقي وشاعر وممثل مغربي ومن مؤسسي مجموعة ناس الغيوان الشهيرة. وكذلك للظرفية التي دون فيها الفنان صفحات سيرته أثناء رحلة صراعه مع مرض السرطان، قبل الرحيل عن حياة الدنيا، والتي عنوانها أيضا ب«الرّحيل».

## عنوان الرحيل والقيمة المضافة
ارتبطت حياته بالرحيل، فهو ابن رحال ومؤلف سيرته الذاتية بعنوان «الرحيل» قبل أن يرحل عن حياة الدنيا، ظل يحمل داخله ذلك الفلاّح المبدع الذي لم يجد عنوانا لملحمته الشعرية سوى «حوض النعناع».
يقول العربي باطما في مذكراته: «اسم أبي رحال، اسم جدي رحال، اسم أمي حادة. الرّحيل، الحدود، الحدّة، أسماء تعني العنف والألم وعدم الاستقرار، هكذا كانت طفولتي رحيلا بين الدار البيضاء والقرية. عشت بين الشك واليقين، وفي كل مرّة، كنت أسأل نفسي، وأجد الحكمة تطو فوق كل التساؤلات: المهم، ولا شيء مهم إلا أنا».
كان الراحل يحب الكتابة والقراءة والبحث المتواصل في أعماق وجذور التراث الشعبي المغربي، يشتغل بالليل ويلازم بيته لمدة أسبوع أو أكثر، فكان قارئا وباحثا وكاتبا وملحنا، فما أن ينتهي من كتابة رواية حتى يبدأ في تلحين قطعة موسيقية «يحس بنوع من المتعة وهو في خلوة الكتابة مع الفن». تحمل إحدى أشعار أغانيه عنوان «قلت كلامي وغادي فحالي» وكأنه كان يودع عبرها رسالة الفن.. التي ظهرت رسالة سامية في حنجرة وذاكرة وروح هذا الفنان المغربي الذي عاش متميزا ومحلّقا كطائر الباز إلى آخر رمق.
لقد كان العربي باطما في كتابه الرحيل والألم، سبّاقا في هذا النوع من الكتابة، «كتابة الألم» وقد كان شجاعا في تناول موضوع السرطان الذي كان يعتبر مرضا فتاكا بضحاياه في ذلك الوقت، وقد كانت سيرة العربي باطما وما تناولته من موضوع الضعف الإنساني، مفتاحا لأدباء وفنانون مغاربة عانوا من مرض السرطان نفسه، وكتبوا عنه بحجم المرارة نفسها، الروائيين محمد زفزاف ومحمد خيرالدين ومحمد شكري وغيرهم، والطاهر بن جلون في الإستئصال.
وقد تربّعت سيرته الذاتية بجزئيها «الرحيل» و«الألم» على عرش مبيعات الرابطة ودار توبقال للنشر، سواء في طبعة «الرحيل» الصادرة عن «منشورات الرابطة» سنة 1995، أو في طبعات الكتابين معا الصادرين ضمن منشورات دار توبقال بعد وفاة الفنان سنة 1996. 

## المحتوى
ويركز نص «الرحيل» باعتباره سيرة ذاتية على نشأة الكاتب وولادته وحياة أسرته وطفولته وإبراز فتوته ومراهقته، وعالم المدرسة وانتقاله من قسم إلى آخر، إلى الوصول إلى آخر مستوى من الإعدادي، حيث فشل في الحصول على شهادته بسبب انقطاعه المتكرر عن التعلم وعدم انضباطه دراسيا، وبسبب المشاكل العائلية، وكذلك دخوله إلى السجن بسبب مشاركته في الإضرابات والمظاهرات الوطنية التي كان يقوم بها التلاميذ وطلبة الجامعة.
يخرج الكاتب الفتى إلى عالم الصعلكة والتشرد والنشل والسرقة والعراك بسبب الفقر المذقع الذي نغّص على الأسرة معيشتها. وقد كان الأب «رحال» عاملا يدمن الخمر والتدخين والمخدرات ويسكن كوخا في المدينة. وكان أبناءه ينتقلون من البادية إلى المدينة حسب الظروف التي يكون عليها الأب. فكلما كان هناك خناق بين الأب وزوجته عادت الأسرة إلى البادية. وهذا ماجعل دراسة الكاتب وإخوته متعثرة. وكان جد العربي باطما «رحال بن العربي» من الأثرياء إبان الاحتلال الفرنسي للمنطقة، ولكن سرعان ما تغيرت الظروف لتتأزم وضعيته ويموت في الفقر المدقع.
وقد عاش الكاتب حياة رومانسية«دون جوانية» إبان طفولته مع مربيته وقريبته وبنت المدير«زوهرة»، وكان نرجسيا لأنه كان يهتم بمظهره، ويتأنق في هندامه، ويمسح شعره بالروائح الطيبة.
ومع صعوبة العيش وانسياق الأب وراء مغريات الحياة من خمر وحشيش وأشياء أخرى انساق العربي الابن وراء سلوكيات أبيه محاكاة وتقليدا. فكان الابن يكثر من معاقرة الخمر وتدخين الكيف واستعمال السبسي والمطوي. كلها أسباب ساهمت بطريقة أو بأخرى في ابتعاده الكلي عن عالم المدرسة وأجوائها التثقيفية. وعندما كان تلميذا في الثالثة (سبعة من الإعدادي) انضم إلى جماعة من الصعاليك والشطار فحولوا القسم إلى حلبة للشجار والعراك والملاكمة والتغيب المستمر والانقطاع عن التمدرس، ناهيك عن السجن الذي كان سببا لطرده بعد أن فشل في الحصول على شهادة ال"Brevet".

وبعد ذلك انتقل من حرفة إلى أخرى دون أن يجد لنفسه فيها استقرارا. ولكنه سيجد نفسه وراحته في عالم المسرح والفن، ليفجر مكنوناته ويكتشف أغوار نفسيته ويحول معاناته إلى صيحة فن وإبداع.غنى ولحن وأنشد وكتب زجلا، ثم اختير ممثلا مسرحيا محترفا في المسرح البلدي، بعد أن كان هاويا ليس إلاّ.

## مقتطفات
- أكتب هذا، وأنا في سباق مع الموت. لقد أخبرني الأطباء بأن المرض قد امتلك الجانب الأيمن من رئتي. بعد أن تجاوز الجانب الأيسر.

لا يعلم بالعمر ونهايته إلاّ الخالق و«الموت علينا واجب» والعمر بيدي الله. في البيت المجاور (وهو مِلك لقوادة)، تتردد أغنية محمد عبد الوهاب «يا مسافر وحدك».. عجيب أن الظروف في حياتي لها لقاء خاص، فمن جعل أُذني تلتقط هاته الأغنية، وأنا أكتب عن مرضي وعن السفر المنتظر عن كلّ البشر، يا سبحان الله.
- كانت أحبّ الأوقات لدي هو منتصف النهار. عندما يهرب الكلّ إلى الظل، حيوان وبشر. فأختفي في مكان وأراقب السّراب المتصاعد على صفحة الأرض. أدخل وسطه بعقلي وأسمع ضجيج المدينة الذي رافقني طيلة حياتي بالبادية.
- كنت ممزقا بين البادية والمدينة. جاهلا عذاب المدينة وصفاء القرية.

## وصلات خارجية
- تدوينة عن الرائعة التراثية «فين غادي بيا خويا» لناس الإيوان.
- مدونة صوت الحي المغربية "باطما أسطورة الحي المحمدي
- تسجيل قديم لمجموعة ناس الإيوان في أغنية: الرغاية«اللي گال العصيدة باردة يحط يده فيها».